# Lise-Lotte Djerf
Marie Lise-Lotte Djerf (Huskvarna, 17 de marzo de 1963) es una deportista sueca que compitió en tiro con arco, en la modalidad de arco recurvo.
Ganó una medalla de plata en el Campeonato Europeo de Tiro con Arco al Aire Libre de 1992, en la prueba de equipo. Participó en los Juegos Olímpicos de Barcelona 1992, ocupando el quinto lugar en la misma prueba.

## Palmarés internacional
| Campeonato Europeo al Aire Libre | Campeonato Europeo al Aire Libre | Campeonato Europeo al Aire Libre | Campeonato Europeo al Aire Libre |
| Año                              | Lugar                            | Medalla                          | Prueba                           |
| -------------------------------- | -------------------------------- | -------------------------------- | -------------------------------- |
| 1992                             | La Valeta (Malta)                | Medalla de plata                 | Equipo                           |